# Eugen Kleih
Paul Eugen Kleih (* 13. Juni 1883 in Urach; † 19. Februar 1955 in Bad Mergentheim) war ein deutscher Verwaltungsbeamter und Landrat.

## Werdegang
Kleih wurde als Sohn eines Rotgerbermeisters geboren. Er besuchte von 1890 bis 1897 die Realschule in Urach. 1905 legte er die Verwaltungsdienstprüfung für den gehobenen mittleren Dienst ab und trat im gleichen Jahr als Assistent in den Dienst der Stadt Heilbronn. Von 1908 an war er Buchhalter bei der Oberamtssparkasse Heilbronn. Sein Weg führte ihn 1910 als Verwaltungspraktikant am Oberamt Urach wieder in seine Heimat. 1914 kam er an das Oberamt Mergentheim, das bis zu seinem Ruhestand seine berufliche Wirkungsstätte blieb. Er fand dort zunächst als Sekretär Verwendung, wurde 1920 zum Obersekretär auf gehobener Stelle, später zum Regierungsrat und 1930 zum Regierungsinspektor befördert.
Nach Besetzung der Stadt gegen Ende des Zweiten Weltkriegs wurde er von der amerikanischen Militärregierung Anfang April bis 13. Juni 1945 als kommissarischer Landrat des Landkreises Mergentheim eingesetzt. Danach war er als Regierungsoberinspektor tätig. Zum 1. November 1946 übernahm er das Amt des stellvertretenden Landrates, zum 1. April 1947 zusätzlich das des Amtsverwesers. 1948 wurde Kleih ein zweites Mal Landrat und blieb bis zu seinem Ruhestand 1952 im Amt.

## Ehrungen
- 1941: Treudienst-Ehrenzeichen 1. Stufe
- 1942: Kriegsverdienstkreuz 2. Klasse
- 1952: Verdienstkreuz am Bande der Bundesrepublik Deutschland